# Trente-sixième circonscription de la Seine
La Trente-sixième circonscription de la Seine est l'une des neuf circonscriptions législatives que compte le département français de la Seine, situé en région Île-de-France.

## Description géographique
La Trente-sixième circonscription de la Seine était composée de :
- commune de Colombes
- commune de Gennevilliers

Source : Journal Officiel du 14-15 Octobre 1958.

## Description historique et politique

### Historique des députations
| Législature | Début de mandat | Fin de mandat  | Député             | Parti politique | Observations                                                                             |
| ----------- | --------------- | -------------- | ------------------ | --------------- | ---------------------------------------------------------------------------------------- |
| Ire         | 9 décembre 1958 | 9 octobre 1962 | Marcelle Devaud    | UNR             | Mandat écourté à la suite d'une dissolution parlementaire décidée par Charles de Gaulle. |
| IIe         | 6 décembre 1962 | 2 avril 1967   | Waldeck L'Huillier | PCF             |                                                                                          |

## Historique des élections

### Élections de 1958
| Candidat       | Candidat             | Parti                     | Premier tour | Premier tour | Second tour | Second tour |  |
| Candidat       | Candidat             | Parti                     | Voix         | %            | Voix        | %           |  |
| -------------- | -------------------- | ------------------------- | ------------ | ------------ | ----------- | ----------- |  |
|                | Waldeck L'Huillier   | PCF                       | 17 773       | 34,37        | 21 383      | 42,18       |  |
|                | Marcelle Devaud élue | UNR                       | 14 139       | 27,34        | 29 316      | 57,82       |  |
|                | Antoine Bouchu       | CR                        | 7 897        | 15,27        | Retrait     | Retrait     |  |
|                | Bernard Le Savouroux | SFIO                      | 4 071        | 7,87         | Retrait     | Retrait     |  |
|                | Pierre Stibbe        | UFD                       | 2 663        | 5,15         | Retrait     | Retrait     |  |
|                | Roger Degornet       | MRP                       | 2 178        | 4,21         |             |             |  |
|                | Robert Potier        | Divers                    | 2 004        | 3,88         |             |             |  |
|                | Roger Lebon          | UFF                       | 505          | 0,98         |             |             |  |
|                | Léo Méras            | Divers droite (Gaulliste) | 476          | 0,92         |             |             |  |
|                |                      |                           |              |              |             |             |  |
| Inscrits       | Inscrits             | Inscrits                  | 66 728       | 100,00       | 66 711      | 100,00      |  |
| Abstentions    | Abstentions          | Abstentions               | 13 880       | 20,8         | 14 582      | 21,86       |  |
| Votants        | Votants              | Votants                   | 52 848       | 79,2         | 52 129      | 78,14       |  |
| Blancs et nuls | Blancs et nuls       | Blancs et nuls            | 1 142        | 2,16         | 1 430       | 2,74        |  |
| Exprimés       | Exprimés             | Exprimés                  | 51 706       | 97,84        | 50 699      | 97,26       |  |

Le suppléant de Marcelle Devaud était Eugène Royer.

### Élections de 1962
| Candidat       | Candidat                 | Parti          | Premier tour | Premier tour | Second tour | Second tour |  |
| Candidat       | Candidat                 | Parti          | Voix         | %            | Voix        | %           |  |
| -------------- | ------------------------ | -------------- | ------------ | ------------ | ----------- | ----------- |  |
|                | Waldeck L'Huillier élu   | PCF            | 20 010       | 42,92        | 25 588      | 54,28       |  |
|                | Marcelle Devaud sortante | UNR-UDT        | 17 173       | 36,84        | 21 551      | 45,72       |  |
|                | René Bideau              | CNIP           | 4 533        | 9,72         | Retrait     | Retrait     |  |
|                | Pierre Stibbe            | PSU            | 2 706        | 5,8          | Retrait     | Retrait     |  |
|                | Bernard Le Savouroux     | SFIO           | 2 195        | 4,71         |             |             |  |
|                |                          |                |              |              |             |             |  |
| Inscrits       | Inscrits                 | Inscrits       | 64 256       | 100,00       | 64 257      | 100,00      |  |
| Abstentions    | Abstentions              | Abstentions    | 16 592       | 25,82        | 14 879      | 23,16       |  |
| Votants        | Votants                  | Votants        | 47 664       | 74,18        | 49 378      | 76,84       |  |
| Blancs et nuls | Blancs et nuls           | Blancs et nuls | 1 047        | 2,2          | 2 239       | 4,53        |  |
| Exprimés       | Exprimés                 | Exprimés       | 46 617       | 97,8         | 47 139      | 95,47       |  |

Le suppléant de Waldeck L'Huillier était Henri Neveu, conseiller général du douzième secteur de la Seine (Colombes-Nord).